# アンドレイ・ヴィシンスキー
アンドレイ・ヤヌアリエヴィチ・ヴィシンスキー（ビシンスキー、ロシア語: Андре́й Януа́рьевич Выши́нский、ラテン文字転写の例：Andrey Januaryevich Vyshinsky、1883年12月10日（ユリウス暦11月28日） - 1954年11月22日）は、ソビエト連邦の政治家、法律家、外交官。ヨシフ・スターリンの時代に第4代外務大臣を務めた。

## 経歴
1883年12月10日（ユリウス暦11月28日）にロシア帝国のオデッサにて、ポーランド人の家族に誕生する。キエフ大学を卒業する。1902年にロシア社会民主労働党に入党する。ヴィシンスキーは当初、メンシェヴィキに所属するが、十月革命後の1920年にロシア共産党（ボリシェヴィキ）に入党した。検事の傍らモスクワ大学で刑事訴訟法を教え、同大学教授・学長を務めた。1933年に検事総長代理となり、1935年に検事総長・司法人民委員代理を歴任する。
ヨシフ・スターリン時代での大粛清の所謂モスクワ裁判において、ヴィシンスキーは検察官として、ジノヴィエフ、ブハーリン等を厳しく追及し、法廷で罪状を自白させた。ヴィシンスキー自身、かつてメンシェヴィキに属していたという過去から、常に党ひいては地上から抹殺されるという強迫観念に晒されていたと考えられる。その為スターリンに忠勤を励み、法廷では被告すなわちスターリンのライバル達を罵倒し、論告では冷酷に銃殺を求めた。法理論と訴訟手続きにおいて、「刑法は階級闘争の手段である」「自白はすべての証拠を上回る、いわば女王である」という原則を打ち立てた。すなわち自白を求めて肉体的・精神的な拷問が繰り広げられ、内務人民委員部をはじめとするソ連の政治警察に拷問を繰り返させることによって、法廷での有罪をあらかじめ認めさせるに至った。

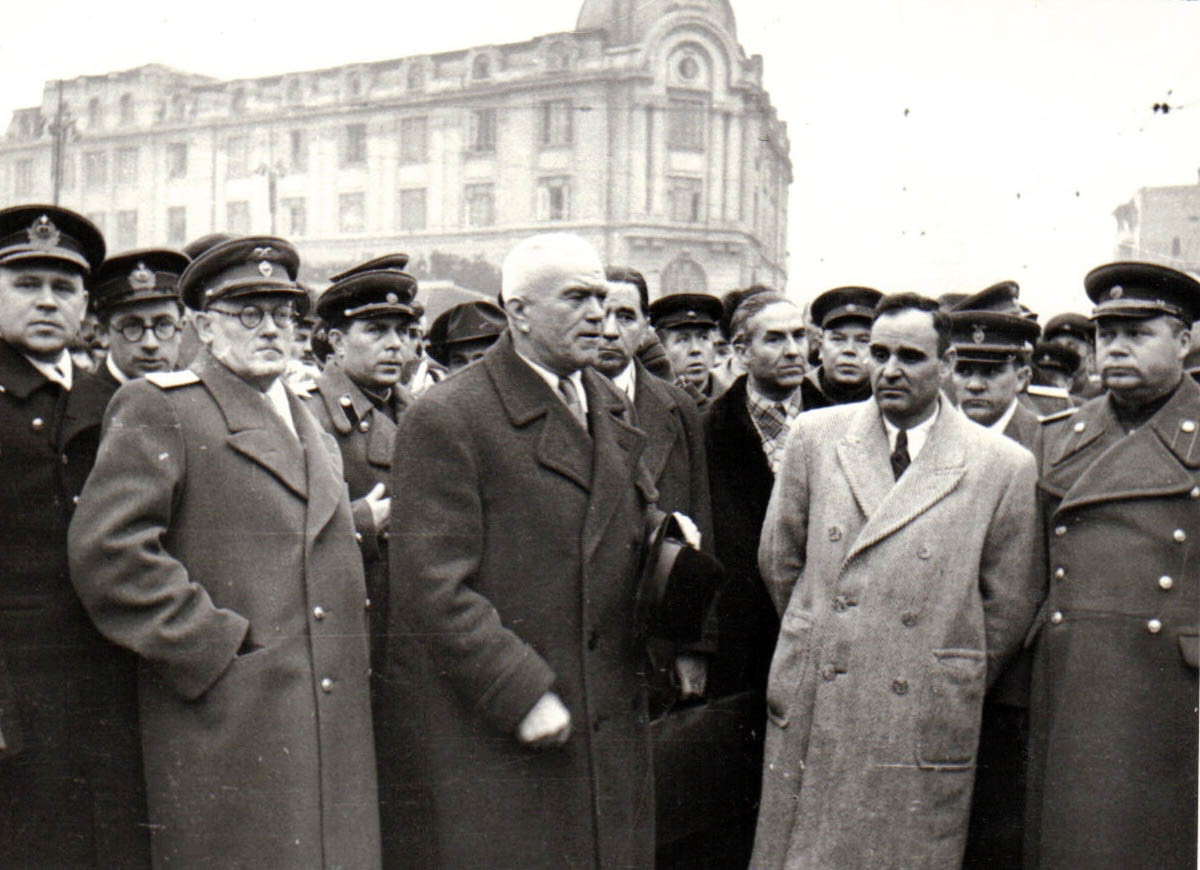
ブカレストにて（左から2人目）（1945年）

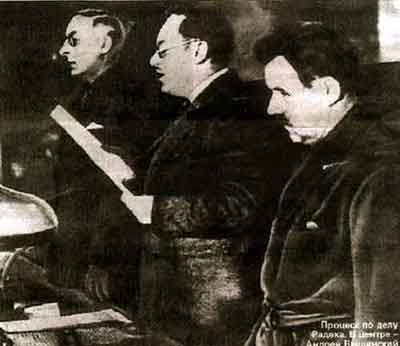
ラデックに対して論告求刑を行うヴィシンスキー（中央）
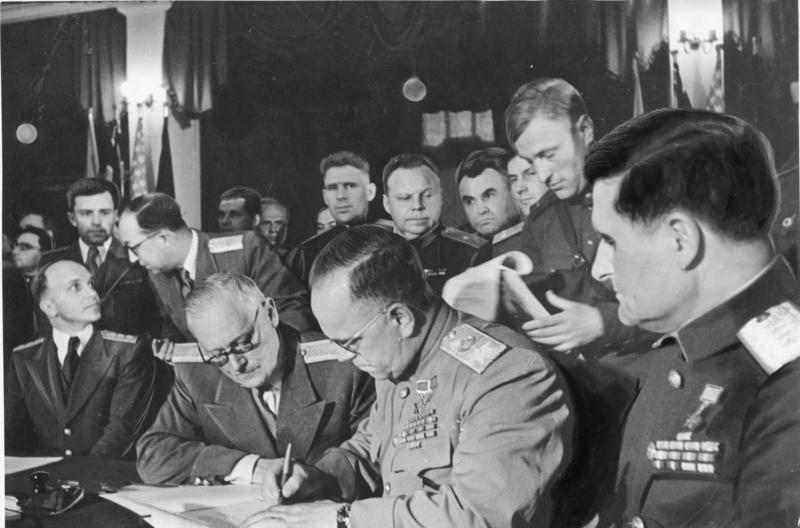
ドイツ降伏文書調印にて（1945年、前列左から2人目）

1937年から1941年にソ連科学アカデミー国家法研究所長として、社会主義国家法の最大強化路線に基づき上記のような刑事訴訟法の理論的基礎を形成し、ソビエト連邦の法律学は教義的色彩が濃いものとなった。1947年には『ソビエト法における裁判証拠の理論』（1941年）によってスターリン賞を受賞している。ヴィシンスキーは、ゲンリフ・ヤゴーダやニコライ・エジョフをはじめとする大粛清の執行者達がスターリンによって自身も粛清の対象となった中にあっても生き残った。
1939年から1944年には副首相となり、第二次世界大戦後は国際政治に活躍の場を移した。1940年に外務人民委員代理（外務次官）・1949年に外務大臣・そして国際連合ソ連首席代表を歴任し、冷戦時代のソビエト連邦の外交を推進した。1948年に国際連合総会が世界人権宣言を採択した際には、同宣言を嘲笑してやまなかった。1954年11月22日に死去した。70歳であった。
死後は法学におけるスターリン批判の対象となった。
| 公職                          | 公職                                                      | 公職                          |
| ----------------------------- | --------------------------------------------------------- | ----------------------------- |
| 先代 ヴャチェスラフ・モロトフ | ソビエト連邦の外務大臣 第4代：1949年3月4日 - 1953年3月5日 | 次代 ヴャチェスラフ・モロトフ |